# Holzpavillon Theresienhain

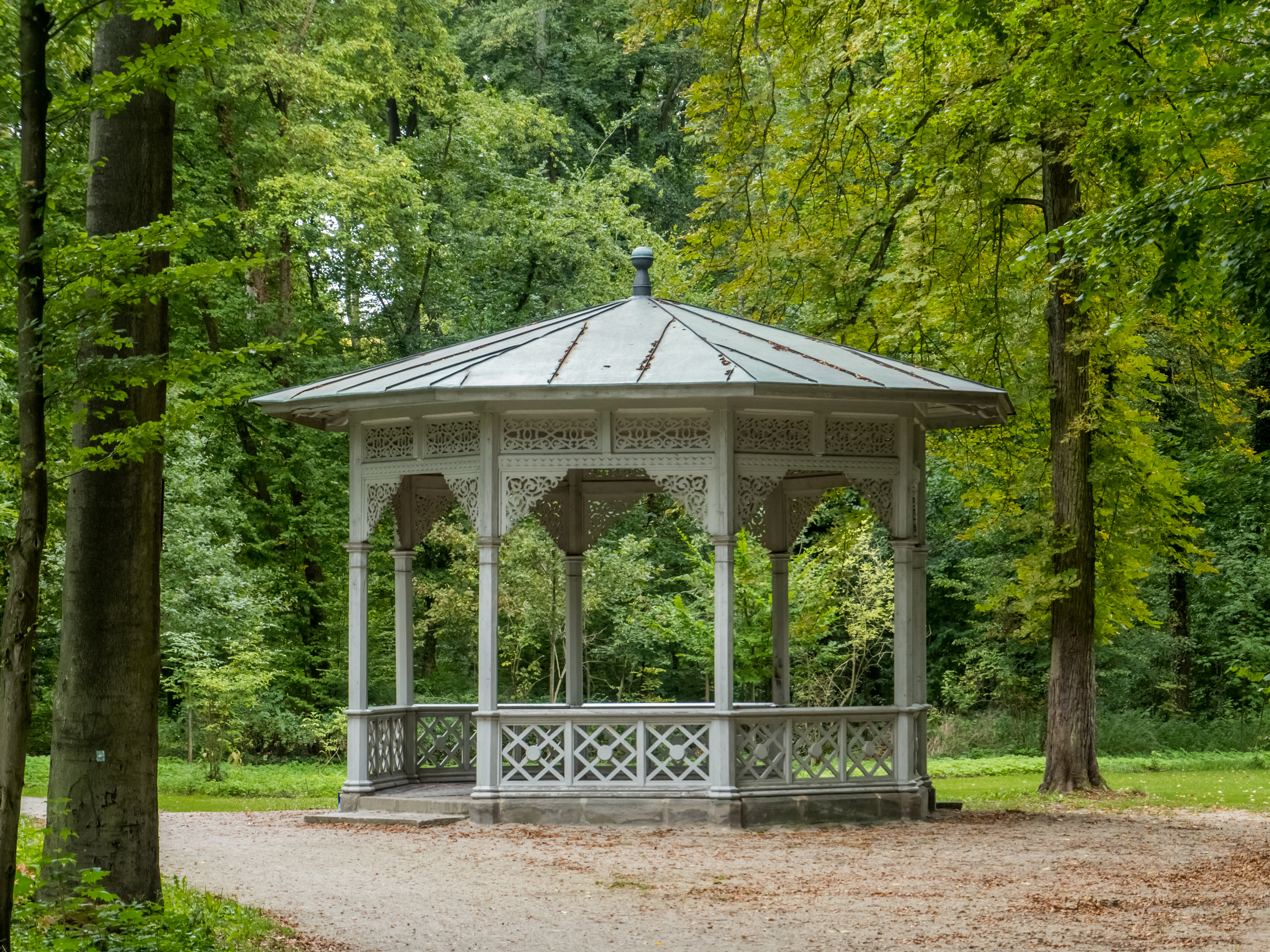
Holzpavillon beim ehemaligen Hain-Café, 2013

Der Holzpavillon des Theresienhaines im Bamberger Hain ist ein lokaler Mehrzweckbau, der bei schlechtem Wetter Schutz bietet und als Veranstaltungsort für vielfältige Anlässe dient.
Der Bau wurde 1860 als Musikpavillon des „Hain-Cafés“ errichtet, einem bis 1948 beliebten Ausflugsziel mit Tiergehege. Er gehört zum Gartendenkmal Volksgartenanlage, ist jedoch – im Gegensatz zu einem anderen Musikpavillon – nicht gesondert als Denkmal aufgeführt.
Das Salettl wurde im romanischen Stil errichtet und 2023 im Auftrag der Stadt unter Yvonne Schubert restauriert. Neben einer Reinigung wurden Fehlstellen bearbeitet, Naturstein ausgetauscht und neu verfugt.
Der auf acht Holzsäulen ruhende Pavillon wird von einem Blechdach überspannt. Das Podest besteht aus einer Kombination von Sandstein, Granit und Naturstein.